# Koziki (obwód brzeski)
Koziki (biał. Козікі; ros. Козики) – wieś na Białorusi, w obwodzie brzeskim, w rejonie iwacewickim, w sielsowiecie Żytlin, przy drodze republikańskiej .
W dwudziestoleciu międzywojennym leżały w Polsce, w województwie poleskim, w powiecie kosowskim/iwacewickim, w gminie Borki-Hiczyce/Iwacewicze. Znajdowała się tu wówczas stacja kolejowa linii wąskotorowej Iwacewicze - Janów Poleski/Telechany (obecnie nieistniejącej).
Po II wojnie światowej w granicach Związku Sowieckiego. Od 1991 w niepodległej Białorusi.